# SV Asse
Dernière mise à jour : 21 février 2012.
Le Sportvereniging Asse est un ancien club de football belge basé à Asse, dans le Brabant flamand. Le club, porteur du matricule 4097, évolue au cours de son Histoire durant 5 saisons dans les séries nationales, toutes en Promotion, le quatrième niveau national. Il disparaît en 2002 dans une fusion avec son voisin de Zellik Sport pour former l'actuel Asse-Zellik 2002.

## Histoire
L'Eendracht Assche est fondée en 1944, et rejoint l'Union Belge le 1er avril de la même année, et reçoit le matricule 4097. Il débute en championnat provincial après la Seconde Guerre mondiale. Le 27 juillet 1953, le club change de nom et devient le Sportvereniging Asse. Sept ans plus tard, il atteint pour la première fois de son Histoire la Promotion, quatrième et dernier niveau national. L'expérience dure deux ans, le club finit dernier de sa série en 1962 et doit redescendre en première provinciale.
Le club joue dans les séries provinciales durant un quart de siècle. En 1986, il revient en Promotion. L'année suivante, il réalise la meilleure saison de son Histoire, terminant à la cinquième place dans sa série. Après une saison conclue en milieu de classement, le club termine quatorzième en 1989, ce qui le renvoie en provinciales. Il continue de chuter dans la hiérarchie provinciale durant les années 1990, jusqu'à la troisième provinciale.
En 2002, il fusionne avec Zellik Sport, porteur du matricule 5588, et évoluant en première provinciale. Le nouveau club, baptisé Asse-Zellik 2002, conserve le matricule de Zellik Sport, celui du SV Asse étant radié par la Fédération. Si la fusion semble porter ses fruits au début, le club se qualifiant deux saisons d'affilée pour le tour final provincial, des difficultés sportives et financières le condamnent à la relégation en 2005. Deux ans plus tard, il est de nouveau relégué d'un niveau, et chute même en quatrième provinciale en 2008, le plus bas niveau du football belge.

## Résultats dans les divisions nationales
Statistiques clôturées, club disparu

### Bilan
| Niv | Divisions     | Jouées | Titres | TM Up | TM Down |
| --- | ------------- | ------ | ------ | ----- | ------- |
| I   | 1re nationale | 0      | 0      |       |         |
| II  | 2e nationale  | 0      | 0      |       |         |
| III | 3e nationale  | 0      | 0      |       |         |
| IV  | 4e nationale  | 5      | 0      |       |         |
| V   | 5e nationale  | 0      | 0      |       |         |
|     |               |        |        |       |         |
|     | TOTAUX        | 5      | 0      | 0     | 0       |

- TM Up : test-match pour départager des égalités, ou toutes formes de Barrages ou de Tour final pour une montée éventuelle.
- TM Down : test-match pour départager des égalités, ou toutes formes de Barrages ou de Tour final pour le maintien.

### Classements saison par saison
| Ordre               | Saison  | Nom du club                                                                           | Niveau                                                                                | Classement final                                                                      | Remarques                                                                             |
| ------------------- | ------- | ------------------------------------------------------------------------------------- | ------------------------------------------------------------------------------------- | ------------------------------------------------------------------------------------- | ------------------------------------------------------------------------------------- |
| 1                   | 1960-61 | SV Asse                                                                               | Promotion série A                                                                     | 9e/16                                                                                 |                                                                                       |
| 2                   | 1961-62 | SV Asse                                                                               | Promotion série B                                                                     | 16e/16                                                                                | Relégué!                                                                              |
| séries provinciales |         |                                                                                       |                                                                                       |                                                                                       |                                                                                       |
| 3                   | 1986-87 | SV Asse                                                                               | Promotion série B                                                                     | 5e/16                                                                                 |                                                                                       |
| 4                   | 1987-88 | SV Asse                                                                               | Promotion série B                                                                     | 8e/16                                                                                 |                                                                                       |
| 5                   | 1988-89 | SV Asse                                                                               | Promotion série B                                                                     | 14e/16                                                                                | Relégué!                                                                              |
| séries provinciales |         |                                                                                       |                                                                                       |                                                                                       |                                                                                       |
|                     | 2002    | Fusion avec Zellik Sport pour former le Asse-Zellik 2002, le matricule 4097 disparaît | Fusion avec Zellik Sport pour former le Asse-Zellik 2002, le matricule 4097 disparaît | Fusion avec Zellik Sport pour former le Asse-Zellik 2002, le matricule 4097 disparaît | Fusion avec Zellik Sport pour former le Asse-Zellik 2002, le matricule 4097 disparaît |